# Polyrhachis osae
Polyrhachis osae é uma espécie de formiga do gênero Polyrhachis, pertencente à subfamília Formicinae.